# Belarbi
Belarbi (em árabe: بلعربى) é uma comuna localizada na província de Sidi Bel Abbès, Argélia. De acordo com o censo de 2008, a população total da cidade era de 8 455 habitantes.